# Never Ending Tour 1999
Never Ending Tour 1999 es el decimosegundo año de la gira Never Ending Tour, una gira musical del músico estadounidense Bob Dylan realizada de forma casi ininterrumpida desde el 7 de junio de 1988.

## Trasfondo
El decimosegundo año de la gira Never Ending Tour comenzó en Fort Myers (Florida), el primer concierto de Dylan en el Estado desde 1995. El resto de la etapa se centró principalmente en el Este de los Estados Unidos, excepto por los dos últimos conciertos, que tuvieron lugar en Paradise (Nevada).
Tras finalizar su etapa norteamericana, Dylan viajó a Europa. Comenzó la etapa europea en Portugal, seguido de un total de once conciertos en España. El músico también ofreció tres conciertos en Austria.
Después de la etapa europea, Dylan volvió a los Estados Unidos para ofrecer un total de 38 conciertos junto a Paul Simon. Durante la gira, tocó en el Summerfest Summer Festival de Milwaukee (Wisconsin), así como un concierto sin Paul Simon en el Tramps Nightclub. La primera etapa de esta última parte de la gira se clausuró en Wantagh, Nueva York el 31 de julio. Dylan retomó la gira en West Palm Beach, Florida el 2 de septiembre y ofreció conciertos en Estados sureños antes de finalizarla el 18 de septiembre en Dallas (Texas).
El 26 de octubre, Dylan comenzó una nueva etapa norteamericana con Phil Lesh. La gira finalizó en Newark (Delaware) el 20 de noviembre.

## Conciertos
| Fecha                        | Ciudad                 | País           | Escenario                                |
| ---------------------------- | ---------------------- | -------------- | ---------------------------------------- |
| Norteamérica (Primera etapa) |                        |                |                                          |
| 26 de enero de 1999          | Estero                 | Estados Unidos | Everblades Arena                         |
| 28 de enero de 1999          | Sunrise                | Estados Unidos | National Car Rental Center               |
| 29 de enero de 1999          | Daytona Beach          | Estados Unidos | Ocean Center                             |
| 30 de enero de 1999          | Tampa                  | Estados Unidos | Ice Palace                               |
| 1 de febrero de 1999         | Tallahassee            | Estados Unidos | Donald L. Tucker Center                  |
| 2 de febrero de 1999         | Pensacola              | Estados Unidos | Pensacola Civic Center                   |
| 3 de febrero de 1999         | New Orleans            | Estados Unidos | Lakefront Arena                          |
| 5 de febrero de 1999         | Memphis                | Estados Unidos | New Daisy Theater                        |
| 6 de febrero de 1999         | Nashville              | Estados Unidos | Nashville Municipal Auditorium           |
| 7 de febrero de 1999         | Birmingham             | Estados Unidos | Boutwell Memorial Auditorium             |
| 9 de febrero de 1999         | Fairborn               | Estados Unidos | Nutter Center                            |
| 10 de febrero de 1999        | Columbus               | Estados Unidos | Veterans Memorial Coliseum               |
| 12 de febrero de 1999        | Carbondale             | Estados Unidos | SIU Arena                                |
| 13 de febrero de 1999        | Normal                 | Estados Unidos | Redbird Arena                            |
| 14 de febrero de 1999        | Notre Dame             | Estados Unidos | Joyce Center                             |
| 15 de febrero de 1999        | Grand Rapids           | Estados Unidos | Van Andel Arena                          |
| 17 de febrero de 1999        | Cleveland              | Estados Unidos | Wolstein Center                          |
| 18 de febrero de 1999        | Bethlehem              | Estados Unidos | Stabler Arena                            |
| 19 de febrero de 1999        | Binghamton             | Estados Unidos | Broome County Veterans Memorial Arena    |
| 20 de febrero de 1999        | Lake Placid            | Estados Unidos | Lake Placid Olympic Sports Complex       |
| 22 de febrero de 1999        | Troy                   | Estados Unidos | RPI Fieldhouse                           |
| 23 de febrero de 1999        | Buffalo                | Estados Unidos | Marine Midland Arena                     |
| 24 de febrero de 1999        | Amherst                | Estados Unidos | Mullins Center                           |
| 25 de febrero de 1999        | Portland               | Estados Unidos | Cumberland County Civic Center           |
| 27 de febrero de 1999        | Atlantic City          | Estados Unidos | Copa Room                                |
| 1 de marzo de 1999           | Paradise               | Estados Unidos | Club Rio                                 |
| 2 de marzo de 1999           | Paradise               | Estados Unidos | House of Blues Las Vegas                 |
| Europa                       |                        |                |                                          |
| 7 de abril de 1999           | Lisboa                 | Portugal       | Pavilhão Atlântico                       |
| 8 de abril de 1999           | Oporto                 | Portugal       | Coliseu do Porto                         |
| 9 de abril de 1999           | Santiago de Compostela | España         | Pabellón Multiusos Fontes Do Sar         |
| 10 de abril de 1999          | Gijón                  | España         | Teatro Jovellanos                        |
| 11 de abril de 1999          | San Sebastián          | España         | Velódromo de Anoeta                      |
| 13 de abril de 1999          | Santander              | España         | Sala Ataulfo Argenta                     |
| 14 de abril de 1999          | Madrid                 | España         | Palacio de Deportes de la Comunidad      |
| 15 de abril de 1999          | Valencia               | España         | Luis Puig Palace                         |
| 17 de abril de 1999          | Málaga                 | España         | La Malagueta Bull Ring                   |
| 18 de abril de 1999          | Granada                | España         | Palacio Municipal de Deportes de Granada |
| 19 de abril de 1999          | Murcia                 | España         | Narciso Yepes Hall                       |
| 21 de abril de 1999          | Zaragoza               | España         | Príncipe Felipe Arena                    |
| 22 de abril de 1999          | Barcelona              | España         | Palau dels Esports de Barcelona          |
| 23 de abril de 1999          | Marsella               | Francia        | Le Dôme de Marseille                     |
| 25 de abril de 1999          | Zúrich                 | Suiza          | Hallenstadion                            |
| 27 de abril de 1999          | Linz                   | Austria        | Sporthalle                               |
| 28 de abril de 1999          | Ljubljana              | Eslovenia      | Tivoli Hall                              |
| 29 de abril de 1999          | Graz                   | Austria        | Eishalle                                 |
| 30 de abril de 1999          | Viena                  | Austria        | Wiener Stadthalle                        |
| 1 de mayo de 1999            | Ischgl                 | Austria        | Silvretta Ski And Funsport Arena         |
| 2 de mayo de 1999            | Munich                 | Alemania       | Olympiahalle                             |
| Norteamérica (Segunda etapa) |                        |                |                                          |
| 5 de junio de 1999           | Denver                 | Estados Unidos | Fillmore Auditorium                      |
| 6 de junio de 1999           | Colorado Springs       | Estados Unidos | World Arena                              |
| 7 de junio de 1999           | Denver                 | Estados Unidos | McNicholls Arena                         |
| 9 de junio de 1999           | Salt Lake City         | Estados Unidos | Delta Center                             |
| 11 de junio de 1999          | Vancouver              | Canadá         | General Motors Arena                     |
| 12 de junio de 1999          | Portland               | Estados Unidos | Rose Garden Arena                        |
| 13 de junio de 1999          | George                 | Estados Unidos | The Gorge Amphitheatre                   |
| 14 de junio de 1999          | Eugene                 | Estados Unidos | Union Ballroom                           |
| 16 de junio de 1999          | Sacramento             | Estados Unidos | ARCO Arena                               |
| 18 de junio de 1999          | Concord                | Estados Unidos | Concord Pavilion                         |
| 19 de junio de 1999          | Mountain View          | Estados Unidos | Shoreline Amphitheatre                   |
| 20 de junio de 1999          | Anaheim                | Estados Unidos | Arrowhead Pond                           |
| 22 de junio de 1999          | Los Ángeles            | Estados Unidos | Hollywood Bowl                           |
| 25 de junio de 1999          | Chula Vista            | Estados Unidos | Cricket Wireless Amphitheatre            |
| 26 de junio de 1999          | Paradise, Nevada       | Estados Unidos | MGM Grand Garden Arena                   |
| 27 de junio de 1999          | Phoenix                | Estados Unidos | Desert Sky Pavilion                      |
| 30 de junio de 1999          | Nueva York             | Estados Unidos | Madison Square Garden                    |
| 2 de julio de 1999           | Minneapolis            | Estados Unidos | Race Track Infield                       |
| 3 de julio de 1999           | Duluth                 | Estados Unidos | Bayside Festival Park                    |
| 4 de julio de 1999           | Milwaukee              | Estados Unidos | Marcus Amphitheater                      |
| 6 de julio de 1999           | Detroit                | Estados Unidos | Saint Andrew's Hall                      |
| 7 de julio de 1999           | Clarkston              | Estados Unidos | Pine Knob Music Theatre                  |
| 9 de julio de 1999           | Tinley Park            | Estados Unidos | World Music Theatre                      |
| 10 de julio de 1999          | Maryland Heights       | Estados Unidos | Riverport Amphitheatre                   |
| 11 de julio de 1999          | Cincinnati             | Estados Unidos | Bogart's                                 |
| 13 de julio de 1999          | Virginia Beach         | Estados Unidos | GTE Virginia Beach Amphitheater          |
| 14 de julio de 1999          | Raleigh                | Estados Unidos | Pavilion at Walnut Creek                 |
| 16 de julio de 1999          | Bristow                | Estados Unidos | Jiffy Lube Live                          |
| 17 de julio de 1999          | Camden                 | Estados Unidos | Sony Music Entertainment Center          |
| 18 de julio de 1999          | Burgettstown           | Estados Unidos | First Niagara Pavilion                   |
| 20 de julio de 1999          | Albany                 | Estados Unidos | Pepsi Arena                              |
| 22 de julio de 1999          | Mansfield              | Estados Unidos | Comcast Center                           |
| 23 de julio de 1999          | Mansfield              | Estados Unidos | Comcast Center                           |
| 24 de julio de 1999          | Hartford               | Estados Unidos | Meadows Music Theater                    |
| 26 de julio de 1999          | Nueva York             | Estados Unidos | Tramps Nightclub                         |
| 27 de julio de 1999          | Nueva York             | Estados Unidos | Madison Square Garden                    |
| 28 de julio de 1999          | Holmdel                | Estados Unidos | PNC Bank Arts Center                     |
| 30 de julio de 1999          | Wantagh                | Estados Unidos | Jones Beach Theater                      |
| 31 de julio de 1999          | Wantagh                | Estados Unidos | Jones Beach Theater                      |
| Norteamérica (Tercera etapa) |                        |                |                                          |
| 2 de septiembre de 1999      | West Palm Beach        | Estados Unidos | Coral Sky Amphitheatre                   |
| 4 de septiembre de 1999      | Atlanta                | Estados Unidos | Chastain Park Amphitheatre               |
| 5 de septiembre de 1999      | Charlotte              | Estados Unidos | Blockbuster Pavilion                     |
| 8 de septiembre de 1999      | Antioch                | Estados Unidos | First American Music Center              |
| 9 de septiembre de 1999      | Noblesville            | Estados Unidos | Deer Creek Music Center                  |
| 11 de septiembre de 1999     | Memphis                | Estados Unidos | Pyramid Arena                            |
| 12 de septiembre de 1999     | Lafayette              | Estados Unidos | Cajundome                                |
| 15 de septiembre de 1999     | Austin                 | Estados Unidos | Special Events Center Arena              |
| 17 de septiembre de 1999     | The Woodlands          | Estados Unidos | Cynthia Woods Mitchell Pavilion          |
| 18 de septiembre de 1999     | Dallas                 | Estados Unidos | Starplex Amphitheater                    |
| Norteamérica (Cuarta etapa)  |                        |                |                                          |
| 26 de octubre de 1999        | Chicago                | Estados Unidos | Park West                                |
| 27 de octubre de 1999        | Champaign              | Estados Unidos | Assembly Hall                            |
| 29 de octubre de 1999        | Oxford                 | Estados Unidos | Millett Assembly Hall                    |
| 30 de octubre de 1999        | Milwaukee              | Estados Unidos | Milwaukee Arena                          |
| 31 de octubre de 1999        | Chicago                | Estados Unidos | UIC Pavilion                             |
| 2 de noviembre de 1999       | East Lansing           | Estados Unidos | Breslin Student Events Center            |
| 3 de noviembre de 1999       | Columbus               | Estados Unidos | Value City Arena                         |
| 5 de noviembre de 1999       | Pittsburgh             | Estados Unidos | Pittsburgh Civic Arena                   |
| 6 de noviembre de 1999       | University Park        | Estados Unidos | Bryce Jordan Center                      |
| 8 de noviembre de 1999       | Baltimore              | Estados Unidos | Baltimore Arena                          |
| 9 de noviembre de 1999       | Filadelfia             | Estados Unidos | The Apollo of Temple                     |
| 10 de noviembre de 1999      | New Haven              | Estados Unidos | New Haven Coliseum                       |
| 11 de noviembre de 1999      | Augusta                | Estados Unidos | Augusta Civic Center                     |
| 13 de noviembre de 1999      | East Rutherford        | Estados Unidos | Continental Airlines Arena               |
| 14 de noviembre de 1999      | Worcester              | Estados Unidos | Centrum Arena                            |
| 15 de noviembre de 1999      | Ithaca                 | Estados Unidos | Barton Hall                              |
| 17 de noviembre de 1999      | Durham                 | Estados Unidos | Whittemore Center                        |
| 18 de noviembre de 1999      | Amherst                | Estados Unidos | Mullins Center                           |
| 19 de noviembre de 1999      | Atlantic City          | Estados Unidos | Copa Room                                |
| 20 de noviembre de 1999      | Newark                 | Estados Unidos | Bob Carpenter Center                     |